# 光の記憶
「光の記憶」（ひかりのきおく）は、2010年2月17日に発売されたAngeloの6枚目のシングル。

## 概要
- 移籍第一弾シングル。
- テレビ東京系アニメ『テガミバチ』エンディングテーマ曲。Angeloとしては初のタイアップ作品。
- 前作『METALLIC BUTTERFLY』でひとつの大きな流れに区切りがついたので、今作からは違うベクトルの方向性になっている[1]。
- 収録曲3曲共に「光」をメインテーマにしており、それを違うタイプの曲3曲で表現している[2]。
- 初回限定盤には、「光の記憶」のPVを収録したDVDが付いている。それに加え、2010年3月30日までの期間生産限定盤として、テガミバチ盤がリリースされた。こちらは、テガミバチのジャケット仕様でデジパック仕様となっており、収録曲も異なる。（ただし、初回限定盤に付いているDVDは付いていない。）

## 収録曲
全作詞・作曲：キリト

### 通常盤
1. 光の記憶
編曲：日暮和広
アニメ制作側から曲に関するリクエストは無かったが、今回はキリトが原作を読んだ上で曲作りをし、歌詞・音・言葉選び等ギリギリまで練られ、受け取り手にどう伝わるかまで考えた上で作詞された[3]。
2. Last song
編曲：福田真一朗
一見すると新しい舞台に向かってという感じの歌詞になっているが、裏テーマで“死ぬ直前の人間の遺書”にも取れるよう描かれている[2]。
3. RAINBOW
編曲：福田真一朗
こういう系統の曲は今までだとリフから作っていたが、この曲ではメロディから作られた[4]。

### 初回限定盤
1. 光の記憶
2. Last song
3. 光の記憶 (Instrumental)

### テガミバチ盤
1. 光の記憶
2. Last song
3. 光の記憶 (テガミバチ Sound Version)
  - 編曲：梁邦彦